# Ospedale Evangelico Internazionale
L'Ospedale Evangelico Internazionale di Genova, spesso abbreviato in OEI, e anche noto come Ospedale Evangelico, è un Ente Ecclesiastico civilmente riconosciuto.
L'Ente è attivo in due zone dell’Area Metropolitana di Genova. La Sede storica dell’Ospedale è nel quartiere di Castelletto, e il Presidio ospedaliero si trova a Genova-Voltri.

## Storia

Due delle cinque chiese storiche fondatrici o amministratrici dell'Ospedale Evangelico (Presbiteriana e Riformata) sono di confessione calvinista, per cui lo stemma dell'ospedale presenta una croce ugonotta simile a quella in figura nello stemma.

L’Ospedale Evangelico Internazionale è stato fondato nel 1857 grazie all’opera di un Comitato, composto da rappresentanti delle diverse Chiese evangeliche presenti a Genova (Anglicana inglese, Presbiteriana scozzese, Riformata svizzera, Valdese italiana), per offrire una struttura di accoglienza e cura per gli evangelici protestanti riformati, attuando così i principi di eguaglianza e libertà proclamati dall'allora recente Statuto Albertino (1848) e superando le perduranti forme di discriminazione. In seguito nell'amministrazione dell'OEI sono entrate a far parte anche la Chiesa Libera Italiana (1861, oggi non più esistente) e la Chiesa Luterana di origine tedesca (1869), ad integrazione del Comitato delle Chiese Fondatrici.
Dalla prima sede in Salita San Gerolamo, l’Ospedale ha traslocato nel 1867 in Piazza San Bartolomeo degli Armeni (ora Salita Superiore San Rocchino) e dal 1871 l’opera eroga assistenza a tutti i malati, indipendentemente dalla confessione religiosa e, quindi, con impregiudicata attenzione per la libertà di coscienza e l’uguaglianza. 
L’Ospedale è stato eretto in Ente Morale con Regio Decreto del 2 marzo 1876, conseguendo così personalità giuridica. L’Ospedale ha festeggiato i suoi primi 100 anni nel 1957. Nel 1969, l’Ente è stato classificato come “Ospedale generale di zona” ed ha iniziato la propria positiva azione nel panorama sanitario regionale, contrassegnata dalla firma, nel 1985, del Protocollo d’Intesa tra la Tavola Valdese (in rappresentanza delle Chiese fondatrici) e la Regione Liguria. Dal 1997 con la firma della Convenzione con la Regione Liguria, e nel rispetto della propria autonomia giuridico-amministrativa, l’Ospedale partecipa al perseguimento degli obiettivi e delle qualificazioni del Servizio Sanitario Regionale attraverso l’inserimento nella programmazione dell’ASL 3 “Genovese”. Dal 1998 l'OEI è stato accolto nell'Ordinamento Valdese, quale Istituto autonomo a statuto speciale, nonché ente ecclesiastico senza fine di lucro. Nel 2006 la Tavola Valdese e la Regione Liguria hanno firmato un Protocollo Aggiuntivo per una migliore definizione dei loro rapporti e nel 2007 è stata sottoscritta la nuova Convenzione con la Regione Liguria, che riconosce l’Ospedale quale parte integrante del Sistema Sanitario Ligure e della programmazione regionale.
Dal maggio del 2011, l’Ospedale Evangelico Internazionale, in attuazione degli accordi con Regione Liguria e ASL 3 “Genovese”, gestisce anche il Presidio ospedaliero di Genova Voltri, precedentemente ospedale pubblico, una realtà importante nel centro/ponente dell’area metropolitana genovese, e ciò conferma i solidi legami tra l'OEI, Regione Liguria e tutte le Istituzioni della città, nonché il prezioso ruolo svolto dall'Opera Evangelica nel panorama della Sanità Ligure.

## Collocazione istituzionale
L’Ospedale Evangelico Internazionale è un Ente Ecclesiastico civilmente riconosciuto di diritto privato, senza fini di lucro, e dotato di autonomia giuridico-amministrativa, ai sensi e per gli effetti dell’art. 14 della legge n. 449, del 11 agosto 1984.
È inquadrato come istituto autonomo a statuto speciale nell’ambito dell’ordinamento dell’Unione delle Chiese metodiste e valdesi.
Conformemente a quanto previsto dello Statuto dell’Ente; sono organi di OEI: l’Assemblea Generale; il Consiglio di Amministrazione; il Presidente; il Direttore Generale; il Collegio dei Revisori.
L’Ospedale Evangelico Internazionale svolge un ruolo attivo nel sistema dell’assistenza sanitaria quale ente equiparato ai sensi dell’articolo 41 della Legge 833/1978, e confermato successivamente dal D.Lgs 502/1992 e D.Lgs 229/1999. È riconosciuto da Regione Liguria come parte integrante del Sistema Sanitario Ligure ove opera in virtù della Convenzione siglata con l’istituzione regionale. I rapporti giuridici ed economici sono regolati mediante Accordo per la fornitura di attività assistenziale stipulato periodicamente tra l’Ospedale Evangelico Internazionale e L’Azienda Ligure Sanitaria della Regione Liguria (Alisa).

## Missione aziendale
Alla metà del XIX secolo, le Chiese Protestanti in Genova hanno fondato un istituto ospedaliero avente anche fini di culto, istruzione e beneficenza. La Missione originale prevedeva la fondazione di un Ospedale protestante che fornisse, sotto la benedizione di Dio, assistenza a tutti gli evangelici poveri e ammalati, di qualunque nazionalità, sia residenti sia di passaggio a Genova. Dopo pochi anni dalla fondazione, si decise di accogliere qualunque individuo ne avesse bisogno, indipendentemente dalla religione, assicurando a tutti libertà di coscienza e di culto.
Oggi, dopo altre 160 anni, le Chiese fondatrici dell’Ospedale oggi esistenti (la Chiesa Anglicana di Genova, la Chiesa Evangelica Luterana di Genova, La Chiesa Evangelica Valdese di Genova), cui si sono aggiunte delle Chiese amministratrici (La Chiesa Evangelica Valdese di Genova - Sampierdarena, la Chiesa Battista di Genova, la Chiesa Evangelica Ispano Americano di Genova Iglesia Evangélica Hispano Americana de Génova), continuano ad amministrare quest’opera del Signore
Secondo quanto disposto dall’articolo 1, comma 18 del D. Lgs. 30 dicembre 1992, n. 502, e s.m.i., l’Ospedale Evangelico Internazionale concorre alla realizzazione dei doveri costituzionali di solidarietà, dando attuazione al pluralismo etico-culturale dei servizi alla persona, al pari delle istituzioni pubbliche, in quanto ad esse equiparato, erogando assistenza di natura e rilevanza pubblica.
Costituisce obiettivo dell’Ospedale Evangelico Internazionale assicurare adeguati livelli di assistenza sanitaria, sulla base della programmazione nazionale e regionale, attraverso l’erogazione di prestazioni di prevenzione, cura e riabilitazione in maniera appropriata.
Le attività di ricovero e cure generali e specialistiche, sia in area medica sia chirurgica, sono rivolte a tutta la popolazione.